# Colville

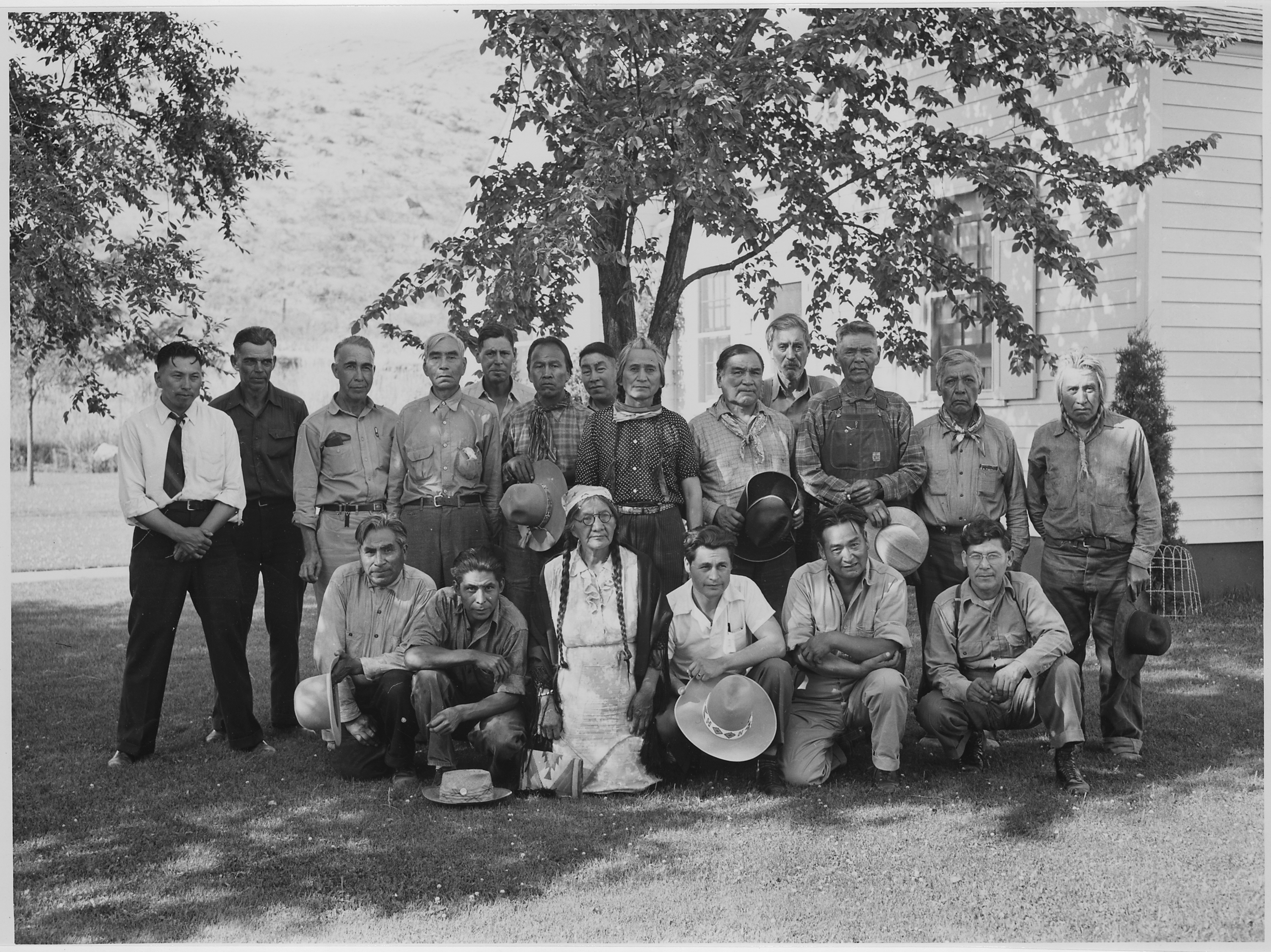
Colville Business Council

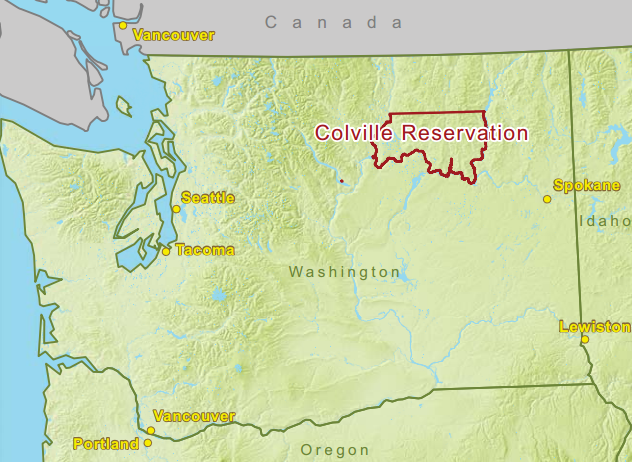
Colville Reservation

Die Colville sind ein indigenes Volk der Indianer Nordamerikas der Südlichen Binnen-Salish vom Columbia River Plateau des Pazifischen Nordwestens im nordöstlichen Washington und südlichen British Columbia und zählen kulturell zum Kulturareal des Plateaus. Heute sind sie einer der zwölf historischen Stämme und bilden mit diesen den auf Bundesebene anerkannten Stammes (sog. federally recognized tribe) der Confederated Tribes of the Colville Reservation. Heute zählen die Stämme zusammen ca. 9.000 Stammesmitglieder.
Die „Sx̌wýʔłpx (Colville)“ lebten im Süden entlang des Columbia Rivers zwischen Kettle Falls (Sx̌ʷnitkʷ) („große Fälle“; einst bedeutender Fischgrund und jährlichen Treffpunkt für benachbarte Stämme) und der heutigen Stadt Hunters bis zur Einmündung des Spokane Rivers, im Norden reichte ihr Territorium entlang des Kettle River (Nxʷyaʔłpítkʷ) (Ne-hoi-al-pit-kwu) sowie dessen Nebenflüssen West Kettle River und East Kettle River bis über den Christina Lake bei Grand Forks an der Einmündung des Granby River und umfasste zudem die Kettle River Range und Monashee Mountains, im Osten lebten sie im Colville River Valley, und im Westen erstreckten sich ihre Gebiete bis in die Gegend um Frosty Meadows.

## Sprache und Namensgebung
Die „Sx̌wýʔłpx (Colville)“ gehören zusammen mit den Sanpoil (Sńpʕawílx / Sinpohellechac), den Nespelem (Nspiləm / Nspilm), den Sinkaietk (SinEqāie'tku)  (auch: Lower/Southern Okanagon/Okanagan), den Okanagan (Sqilxʷ / Suknaqʼinx / Syilx), den Sinixt (Sńʕaýckstx) (auch: Arrow Lakes Band), den Methow (Mətxʷu) zu den Colville-Okanagan (Nesilextcl'n / Nsəlxcin (Nsyilxcn))-sprachigen Völkern. Die genannten indigenen Gruppen sprachen (sprechen) nach linguistischen Gesichtspunkten einen Dialekt des Nsyilxcen oder Colville-Okanagan, wobei die einzelnen Stämme/Gruppen jeweils ihren Dialekt als zwar verwandte jedoch eigene Sprache ansehen;, ihre Sprache bzw. Dialekt nannten die „Sx̌wýʔłpx (Colville)“ n̓x̌ʷʔiłpcən, dieser selbst gehörte zur sog. „Colville-Dialektgruppe“ innerhalb des Nsyilxcen (Colville-Okanagan). Heute wird insbesondere seitens der Okanagan versucht alle oben genannten Nsyilxcen (Colville-Okanagan)-sprachigen indigenen Gruppen/Stämme gegenüber der Öffentlichkeit und den Regierungen von Kanada und den Vereinigten Staaten bezüglich Landansprüchen, Fischereirechten und traditionellen heiligen Stätten politisch unter dem Sammelbegriff Syilx Völker zu vereinigen – jedoch wird dieser Begriff von einigen Stämmen zurückgewiesen, da diese sich als eigenständige Ethnie identifizieren und teilweise sogar historische Konflikte mit den „Okanagan Bands“ hatten.
Zusammen mit dem Coeur D'Alene (Snchitsu’umshtsn), Columbia-Moses (Nxaảmxcín) und Montana Salish (Salish oder Séliš) zählt ihre Sprache zu den Südlichen Binnen-Salish-Sprachen.
Sie nannten sich selbst Sx̌wýʔłpx („scharfkantige Bäume“) und wurden von den benachbarten Coeur d'Alene als „Sqhwiyi̱'ɫpmsh“ und den Spokane als „Sxʷyelpetk“ genannt; die „Sx̌wýʔłpx (Colville)“ wurden daher früher auch als Scheulpi, Chualpay, Swhy-ayl-puh bezeichnet (vermutlich eine Adaption der indigenen Bezeichnungen). Auf Grund ihres wichtigen Fischereigrunds und Versammlungsort bei Kettle Falls wurden sie von französischen Pelzhändlern als Les Chaudières („die Kessel“) und von Händlern der Hudson Bay Company als Kettle Falls Indianer bzw. Kettle Tribe bezeichnet. Der heute übliche Stammesname Colville leitet sich wiederum von dem 1825 errichteten Fort Colville ab (benannt nach Andrew Colvile), einem Handelsposten der Hudson Bay Company.

## Geschichte
Wie alle Salish-Stämme folgten auch die Colville jahreszeitlichen Wanderungen, um entsprechend der Verfügbarkeit an ihre Grundnahrungsmittel zu gelangen. Dabei lebten sie von den Fischen der Flüsse, von Beeren und Wild, zogen aber auch flussaufwärts aufs Plateau, wo sie vor allem Wurzeln fanden. So umfasst ihr traditionelles Gebiet nicht nur den unteren Columbia, sondern auch den Sanpoil River, den Nespelem, den Okanogan, den Snake River und den Wallowa River.
Über die Flüsse und entlang der Küste nahmen die Colville am Handel mit den Küstenstämmen teil, der durch das Erscheinen der Europäer ab etwa 1811 noch ausgedehnt wurde. Einige Stämme zogen es sogar vor, näher an die Küste zu ziehen, um bevorzugt an dem Handel um die Forts partizipieren zu können.

### Die Hudson’s Bay Company
Mit der Lewis-und-Clark-Expedition von 1805 kamen erste Nachrichten von den Indianerstämmen im äußersten Nordwesten nach Washington. Bereits 1807 errichtete die Hudson’s Bay Company (HBC) einen Handelsposten namens Kettle Falls. Der erste Mitarbeiter der HBC, der im Gebiet des heutigen Spokane erschien, war David Thompson. Er besuchte 1811 den Columbia River und fand einen Wasserweg über Astoria columbiaaufwärts, der bald über die Großen Seen bis in den Osten des Kontinents führte. In den folgenden Jahren war der Pelzhandel äußerst ertragreich, denn die Company erwarb Pelze im Wert von 11.000 Pfund allein aus dem Gebiet um Colville.
1825 wurde Fort Colville erbaut, benannt nach Lord Andrew Colville, einem führenden Mitarbeiter der HBC. Schnell wurde das Fort, entsprechend der überall angewandten Handelsstrategie der HBC zum Aufkaufzentrum für die Felle, die die Indianer anboten. Um sich von der Versorgung der Indianer unabhängiger zu machen, errichteten die Mitarbeiter eine große Farm, die heute unter den Wassern des Lake Roosevelt liegt, genauso wie das Fort. Um 1840 verarbeitete man im Fort rund 18.000 Pelze pro Jahr.

### USA
Doch mit dem Grenzvertrag von 1846, mit dem der 49. Breitengrad zur Grenze zwischen den USA und dem britischen Teil Nordamerikas wurde, zog sich die HBC nach Victoria auf Vancouver Island zurück.
1853 entstand das Territorium Washington und das Kriegsministerium beschloss 1859 den Bau eines Militärpostens nordöstlich des heutigen Colville. Zunächst hieß er Harney’s Depot, dann Fort Colville, das nicht mit dem anderen Fort Colville verwechselt werden darf. Erst als das Fort 1882 aufgegeben wurde, entstand der Ort Colville, dessen Schule noch heute existiert.

### Reservatspolitik

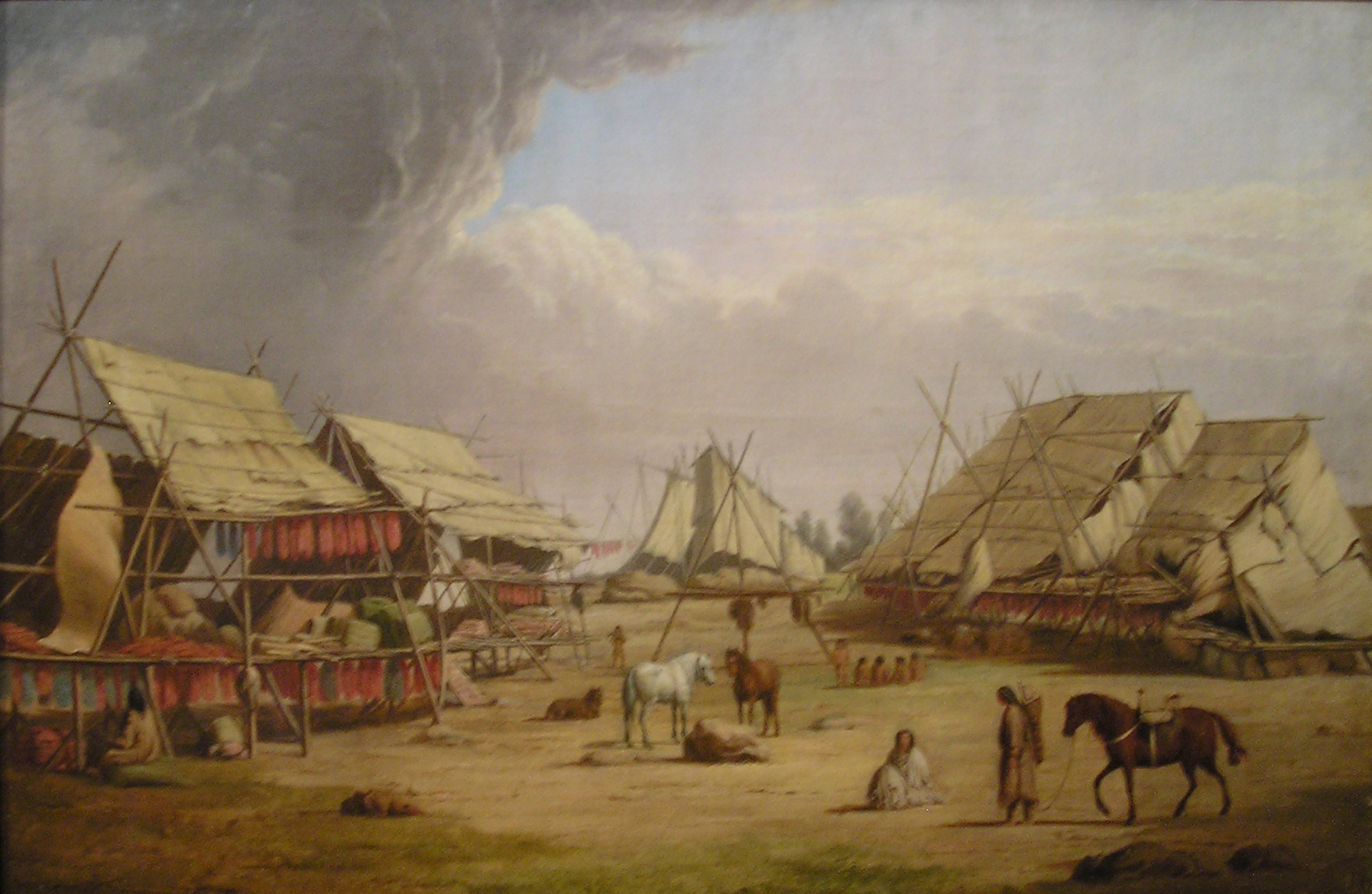
Indianerlager vor Fort Colville, Ölgemälde von Paul Cane

Major Isaac Stevens, Commissioner of Indian Affairs, schlug die Einrichtung von Reservationen im Washington-Territorium vor. So wurde für die Colville und andere Stämme der Region 1854 ein Reservat eingerichtet, das nach John Colville von der US-Armee benannt wurde, der als lokaler Agent arbeitete. Damit wollte die Regierung erreichen, dass genügend Land für die erwarteten Siedler frei wurde. Diese Zuwanderung führte zum Yakima-Krieg von 1856 bis 1859. Superintendent McKenny erkannte 1865, dass der Siedlungsdruck und die aggressive Vorgehensweise unweigerlich zu neuen Kriegen führen würden, zumal die Indianer deutlich zu erkennen gaben, dass sie ihr Land nicht aufgeben wollten. Am 9. April 1872 ordnete Präsident Ulysses S. Grant die Einrichtung eines Reservats an, der Colville Indian Reservation.
Damit wurde das Reservat auf die Westseite des Columbia verlegt und auf 2.852.000 Acre oder 11.540 km² reduziert. Zudem wurden die fruchtbarsten Gebiete am Okanogan, im Methow-Tal, am Columbia und Pend d'Oreille sowie das Colville-Tal eingezogen. Doch die amerikanische Reservatspolitik ging noch weiter. 1892 kaufte sie für einen Dollar pro Acre die Nordhälfte des Reservats, 1900 wurden 5.865 km² für den Haus- und Farmbau freigegeben. 1914 wurde auch die Südhälfte umgewandelt.

## Aktuelle Situation
Die Colville Reservation befindet sich im Okanogan County im Osten Washingtons; den Stämmen gehört zudem ein kleines Landstück im Chelan County als trust land
Das heutige Reservat umfasst 5.482,5 km². Es besteht aus Stammesbesitz, der in Bundestreuhand gehalten wird, aus individuellem Eigentum der Stammesmitglieder, das ebenfalls überwiegend treuhänderischer Verwaltung unterliegt, dazu freies Eigentum.
Im Jahr 2000 hatte das Reservat 7.587 Bewohner, rund die Hälfte der Stammesmitglieder lebte im Reservat. Wichtigste Orte sind Omak, Nespelem, Inchelium, Keller und Coulee Dam mit je eigenen Distrikten.
Die Confederated Tribes und die Colville Indian Reservation werden vom Colville Business Council mit Sitz in Nespelem regiert. Vier Ratsmitglieder werden alle zwei Jahre gewählt.
Jeder Ort im Reservat hat eine eigene Schule. Die nächste High School ist die Coulee Dams Lake Roosevelt High School, dazu kommt der Inchelium-Schuldistrikt.
Höhere Bildung (post secondary education) kann derzeit nur in Inchelim und am Big Bend Community College erworben werden. Dazu kommen der Northwest Indian College’s Nespelem Campus und der Wenatchee Valley College North Campus in Omak. Das Heritage College in Omak bietet im WVC North Campus-Gebäude weitere Kurse.
Zum Studium bleiben die Hochschulen der Umgebung, vor allem die Eastern Washington University, die Washington State University, die Central Washington University und die Gonzaga University sowie die University of Washington.
Um die verstreuten Colville – das Reservat umfasst allein vier Wahlbezirke – stärker miteinander in Kontakt zu bringen, wurde im März 2008 ein soziales Internetsystem (social internet system) installiert, das ähnlich wie MySpace funktioniert, jedoch nur Statusindianern offensteht. Es heißt One Heart for the People und wurde von Ben-Alex Dupris initiiert, dem vorschwebt, auch die Älteren und die, die das Reservat verlassen haben, mit einzubeziehen. Außerdem soll mit Hilfe von Moodle ein Sprachprogramm begleitet werden.